# Capitolio provincial de Negros Occidental
El Capitolio Provincial de Negros Occidental es la sede del gobierno provincial de Negros Occidental ubicado en Bacólod, Filipinas. Dentro de su complejo se encuentra el Parque del Capitolio y la Laguna.

## Historia
Antes de su ubicación actual, el gobierno provincial de Negros Occidental estuvo en la casa donada por José Ruiz de Luzuriaga, quien formó parte de la Comisión Filipina establecida por los estadounidenses en 1901, que estaba compuesta por tres miembros.
En 1926, el entonces gobernador José Locsin decidió erigir un edificio del capitolio provincial que reflejaba el estatus de la provincia como la más rica en ese momento debido al impulso de la industria azucarera. La Junta Provincial examinó su solicitud y reservó un presupuesto de 255.000 pesos filipinos. El 2 de junio de 1927, la Dirección de Obras Públicas, que tenía el mandato de aprobar todas las construcciones de infraestructuras públicas del país, aprobó la propuesta de la provincia y autorizó la construcción del  capitolio.

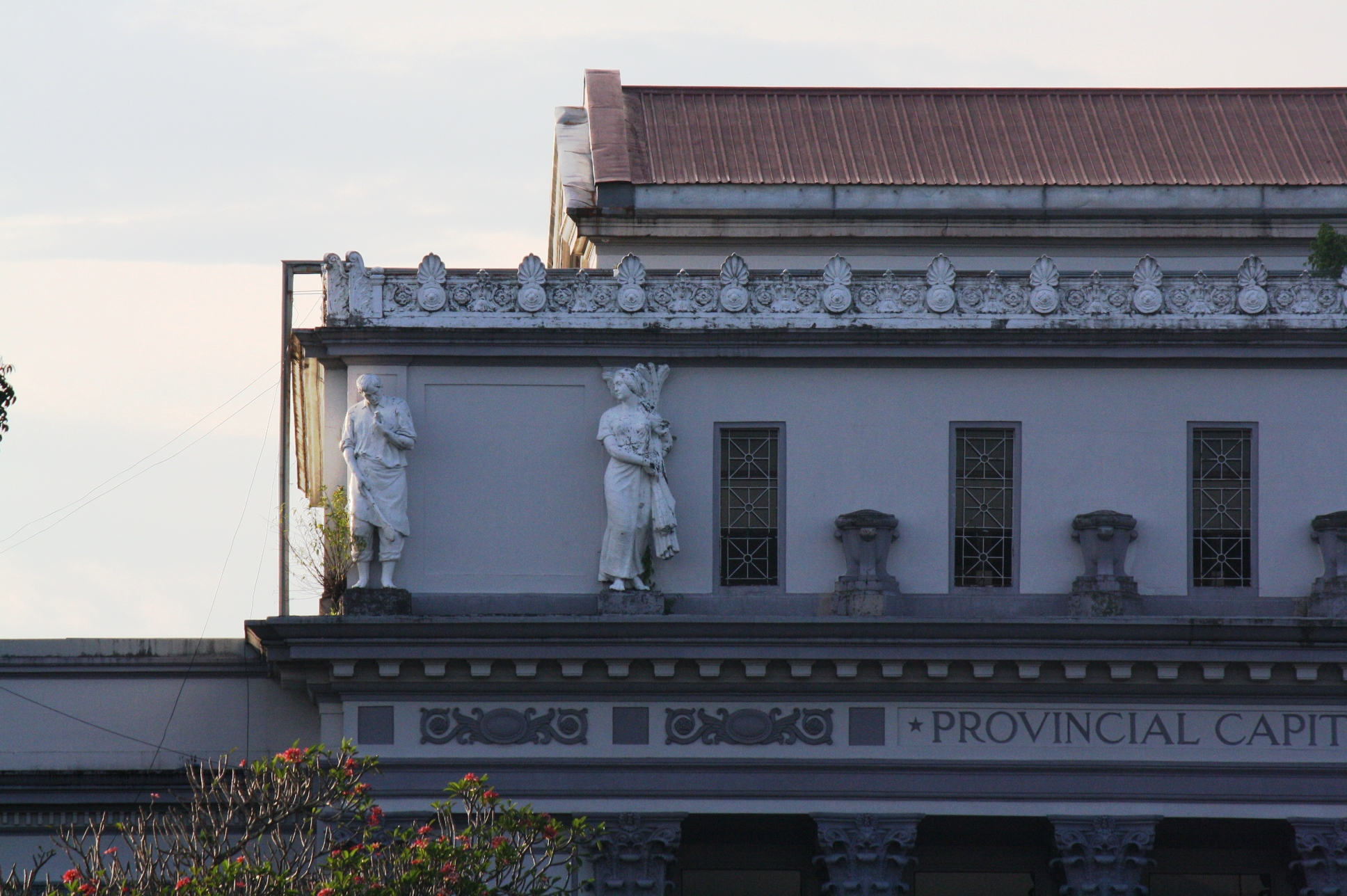
Detalles del diseño del Capitolio Provincial de Negros Occidental.

El sitio que se identificó como la mejor ubicación para el capitolio era propiedad de la familia Gonzaga. Parte del área era un pantano y la hierba se utilizaba para alimentar a los caballos que tiraban de las calesas, principal medio de transporte en los pueblos y ciudades de la provincia.
Los herederos de Gonzaga se negaron a vender sus tierras y la provincia solicitó la expropiación contra la familia. Los herederos, a saber, José Gonzaga Torres, los hijos Gonzaga Gertrudes, Adela, Aurelia, Mamerta, Juan, Francisco y Vilardo, representados por el abogado Capitán Municipal y Bacolod Manuel Fernández Yanson, no se adhirieron al precio de expropiación de P1,200 por hectárea. Como la provincia no estaba dispuesta a aumentar el precio, el caso se dejó en manos del tribunal para decidir. Finalmente, los herederos cedieron y la construcción inmediata del capitolio fue dirigida por la Oficina de Obras Públicas antes de finales de 1927.

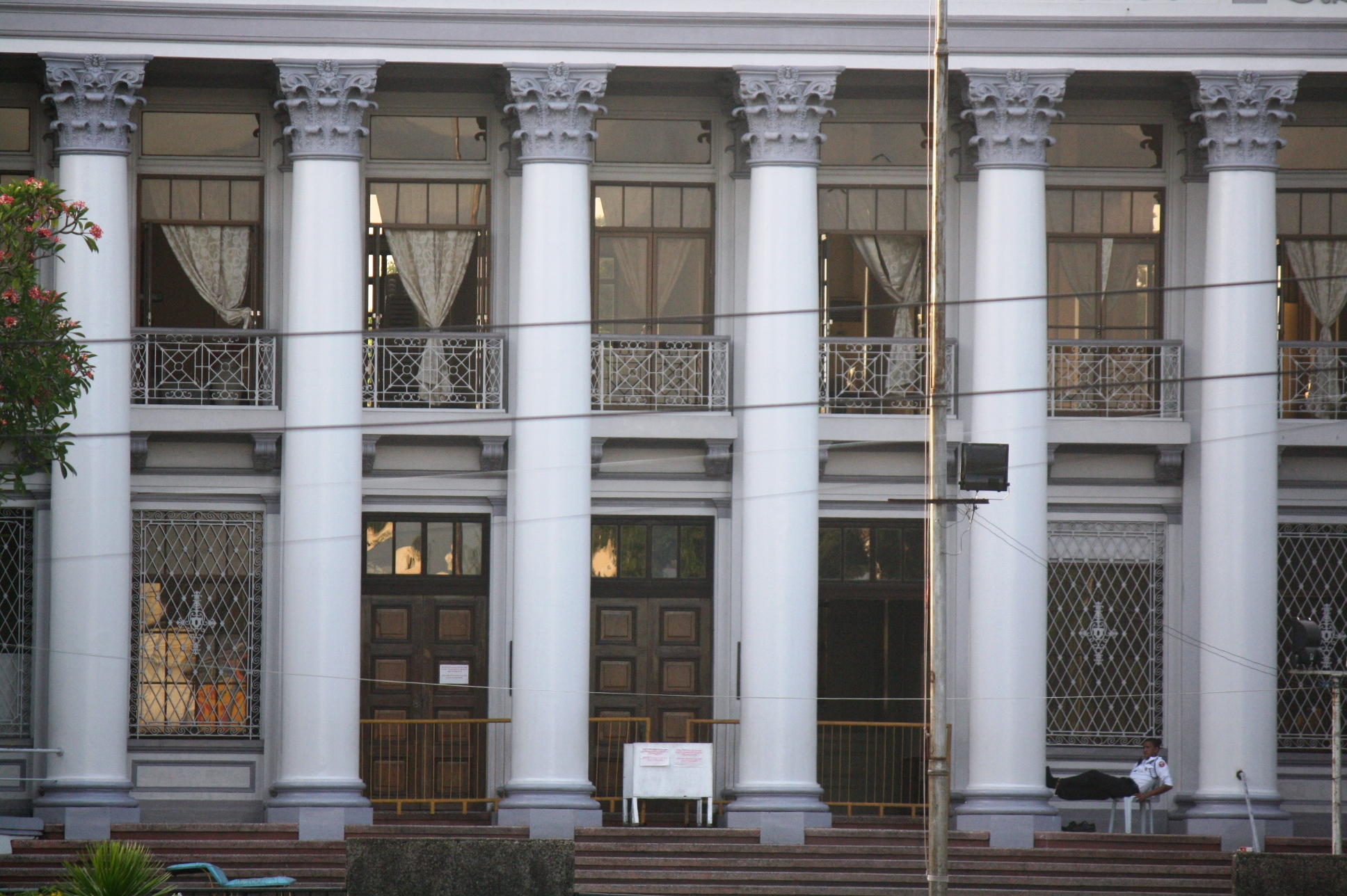
Las columnatas.

No satisfecho con el ritmo del contratista, Manuel Concepción, en su ejecución del contrato, el gobierno confiscó su fianza y se hizo cargo del proyecto. Aunque la estructura se terminó el 23 de octubre de 1933, el capitolio solo fue aceptado formalmente el 11 de enero de 1935 durante el mandato del gobernador Emilio Gaston. Ese mismo año, el Juzgado de Primera Instancia de Negros Occidental ordenó al gobierno indemnizar a los otros herederos de Gonzaga -Magdalena, Carmen y Vicente- que no fueron incluidos en el proceso de expropiación pero cuyas tierras fueron cubiertas en la construcción del edificio. Los tres recibieron el pago de P1,552.40 más un interés del 6 por ciento desde el 30 de abril de 1933.
Cuando estalló la Segunda Guerra Mundial, el Ejército Imperial Japonés ocupó la capital y la convirtió en su cuartel general. El gobernador Antonio Lizares asumió el cargo en Talisay, su ciudad natal. Por motivos de salud, cedió su cargo y asumió el gobernador Vicente Gustilo, que tenía su oficina en Cádiz, hasta que terminó la guerra. Sin embargo, ambos gobernadores solo estaban de nombre, ya que los japoneses eran los que dirigían la provincia.
En julio de 2001, el gobernador Joseph G. Marañón inició la rehabilitación del capitolio y se inauguró el 23 de junio de 2004. El 19 de julio de 2004, la Comisión Histórica Nacional de Filipinas, en virtud de la Resolución n.º 9, lo declaró Monumento Histórico Nacional.

## Arquitectura

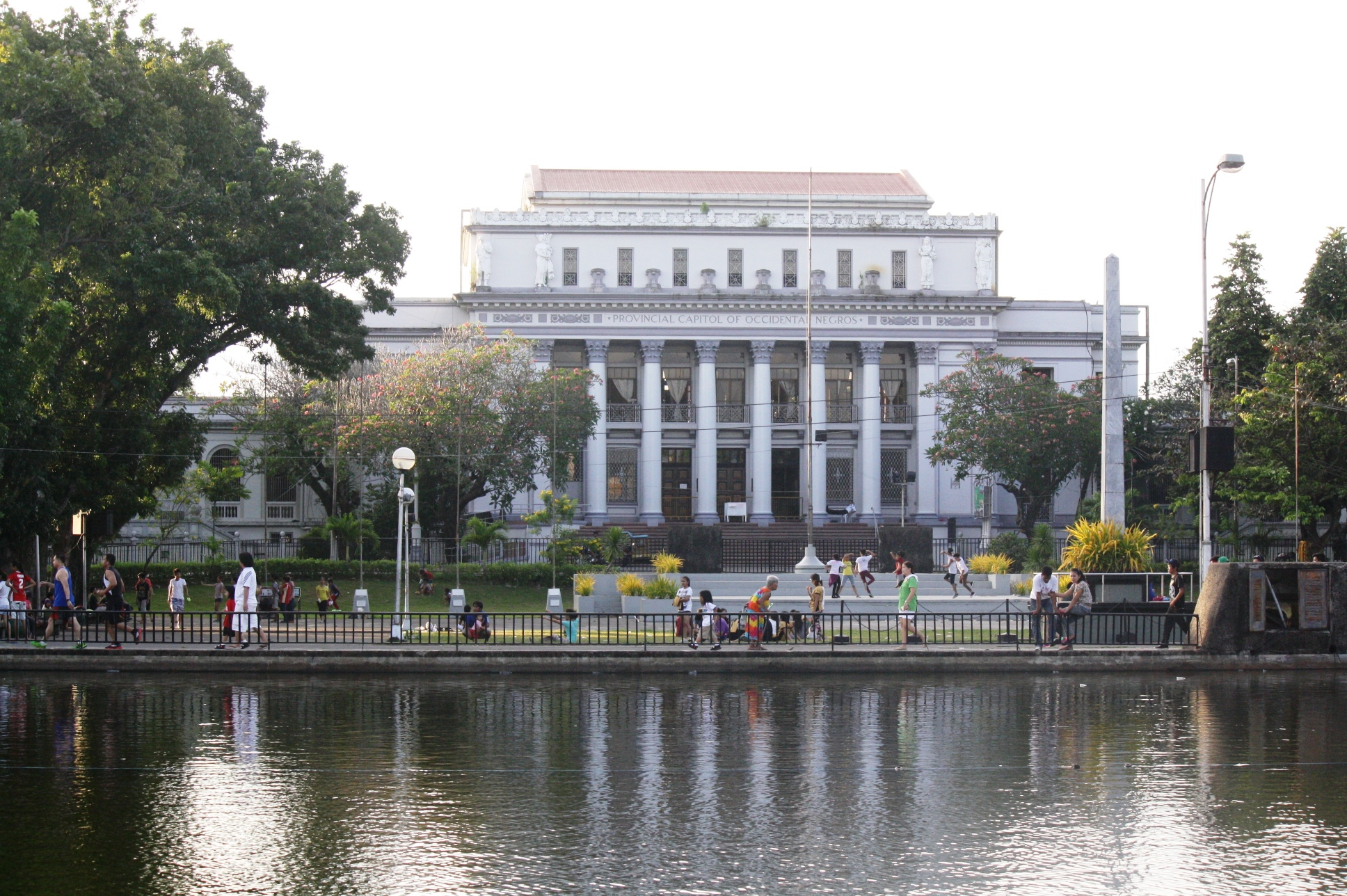
El capitolio visto desde el lago.

El edificio del Capitolio Provincial de Negros Occidental siguió el estilo Beaux Art de Daniel Burnham. Cuando William Cameron Forbes fue gobernador general de Filipinas en 1904, invitó a Burnham al país, quien, a su vez, recomendó como arquitecto consultor al gobierno a William E. Parsons. Cuando llegó en 1905, Parsons estableció la oficina de arquitectura de la Oficina de Obras Públicas, que estaba compuesta por arquitectos estadounidenses y filipinos, como Juan Nakpil, Tomas Mapua y Juan de Guzman Arellano. Utilizando el diseño arquitectónico neoclásico de Burnham para el capitolio, Juan Arellano ejecutó el proyecto.
El edificio está construido en forma de letra E compuesta por la entrada principal, que es la parte media, y las alas a ambos lados del centro. La característica destacada del tramo central son los amplios escalones que conducen a columnatas de unos tres pisos de altura y con capiteles corintios en la parte superior.
Las obras del Artista Nacional de Escultura Guillermo Tolentino se exhiben en el edificio del capitolio y la laguna frente al edificio.